# Лепистё, Лотта
Ло́тта Паулина Хенттала, урождённая Ле́пистё (фин. Lotta Pauliina Henttala, Lotta Lepistö; род. 28 июня 1989, Ноормаркку, Финляндия) — финская велогонщица; член сборной Финляндии на летних Олимпийских играх 2016 года.
Представляет клубы Porin Tarmo и Idrottsklubben-32 (IK-32).
Победитель национального по шоссейному велоспорту в групповой гонке (2012, 2013, 2014 и 2015 годов) и индивидуальной гонке (2014 и 2015 годов).

## Достижения
2012
 Чемпионка Финляндии - групповая гонка
2013
 Чемпионка Финляндии - групповая гонка
2014
 Чемпионка Финляндии - групповая гонка
 Чемпионка Финляндии - индивидуальная гонка
3-я Тур Бохума
2015
 Чемпионка Финляндии - групповая гонка
 Чемпионка Финляндии - индивидуальная гонка
4-й этап Тур Тюрингии
2016
 Чемпионка Финляндии - групповая гонка
 Чемпионка Финляндии - индивидуальная гонка
Пролог Эмакумин Бира
1-й этап Гран-при Эльзи Якобс
Гран-при Хам-Хагедор
5-й этап The Women's Tour
2-я Ла курс бай Тур де Франс
2-я Опен Воргорда RR
 Чемпионат Мира - групповая гонка
 Чемпионат Мира - командная гонка
3-я Омлоп ван хет Хегеланд
3-я Пайот Хилс Классик
2017
Дварс дор Фландерен
Гент — Вевельгем

### Статистика выступления наГранд-турах
| Гонка / Год          | 2017           | 2018           | 2019           | 2020           | 2021           | 2022 | 2023 |
| -------------------- | -------------- | -------------- | -------------- | -------------- | -------------- | ---- | ---- |
| Джиро д’Италия Донне | 66             | 55             | —              | —              | —              | —    | —    |
| Тур де Франс Фамм    | не проводилась | не проводилась | не проводилась | не проводилась | не проводилась | —    | DNF  |
| Ла Вуэльта Фамм      | не проводилась | не проводилась | не проводилась | —              | —              | —    | —    |

### Рейтинги
| Год                 | 2009  | 2010 | 2011 | 2012  | 2013  | 2014 | 2015 | 2016 | 2017 | 2018 | 2019 | 2020  | 2021 | 2022 | 2023  | 2024  |
| ------------------- | ----- | ---- | ---- | ----- | ----- | ---- | ---- | ---- | ---- | ---- | ---- | ----- | ---- | ---- | ----- | ----- |
| Мировой рейтинг UCI | 236-й | -    | -    | 451-й | 200-й | 51-й | 29-й | 14-й | 11-й | 33-й | 63-й | 120-й | -    | -    | 118-й | 195-й |
| Мировой тур UCI     |       |      |      |       |       |      |      | 14-й | 9-й  | 21-й | 62-й | 99-й  | -    | -    | 112-й | 107-й |
|                     |       |      |      |       |       |      |      |      |      |      |      |       |      |      |       |       |
| Источник: UCI       |       |      |      |       |       |      |      |      |      |      |      |       |      |      |       |       |